# ГЕС Токке
ГЕС Токке — гідроелектростанція на півдні Норвегії, за 140 км на північний схід від Ставангеру та за півтори сотні кілометрів на південний захід від Осло. Знаходячись після ГЕС Vinje, становить останній ступінь гідровузла, створеного в озерно-річковій системі, нижнім елементом якої є річка Skienselva (впадає в Frierfjorden, продовження Langesundsfjord, з'єднаного через протоку Langesund зі Скагерраком).

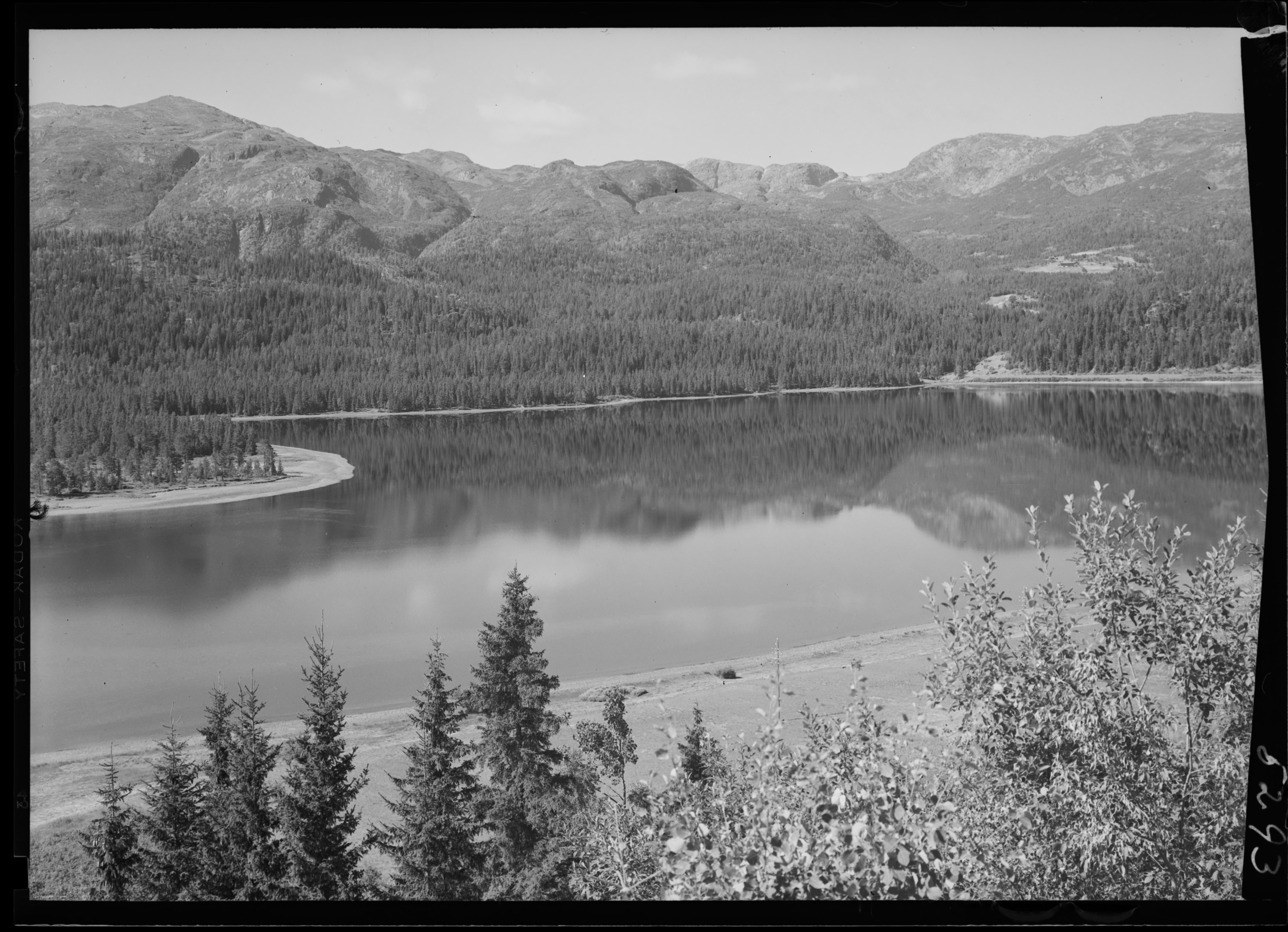
Озеро Vinjevatn до його перетворення на водосховище

Відпрацьована на станції Vinje вода потрапляє у сховище Vinjevatn, створене на річці Smorkleppai, правій притоці Токке (остання у гідрографічній мережі Skienselva є складовою головної артерії, на якій далі йдуть озеро Бандак, річка Straumen та озеро  Norsjo). Можливо відзначити, що з верхньої течії Smorkleppai — річки Kjela — до того вже двічі здійснювався відбір ресурсу для роботи ГЕС Kjela та ГЕС Vinje. Vinjevatn має припустиме коливання рівня поверхні від 462 до 466 метрів НРМ та лише незначно збільшує сукупний об'єм резервуарів гідровузла — з 1586 до 1629 млн м3.
З Vinjevatn виходить дериваційний тунель довжиною 17 км з перетином 75 м2. Спершу він прямує на схід лівобережжям Smorkleppai, за цим перетинає Токке та далі пролягає на південь у лівобережному гірському масиві останньої. На своєму шляху тунель отримує додатковий ресурс із п'яти водозабрів на Токке та її лівих притоках. На завершальному етапі до машинного залу ведуть дві напірні шахти.

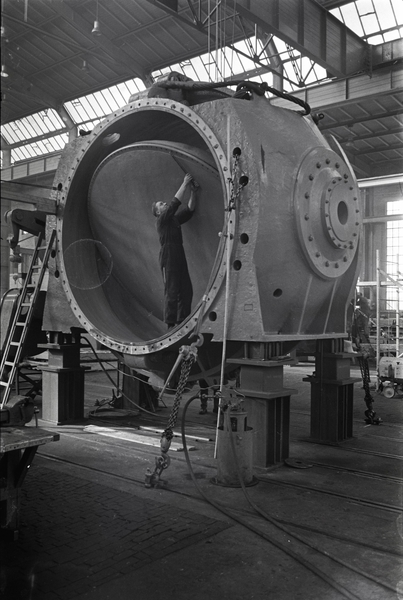
Збірка клапана для ГЕС Токке на заводі компанії Kvaerner

Основне обладнання станції становлять чотири турбіни типу Френсіс потужністю по 110,4 МВт, які при напорі у 394 метри забезпечують виробництво 2140 млн кВт-год електроенергії на рік.
Відпрацьована вода відводиться до розташованого за кілька сотень метрів сховища Бандак.